# Kilim de Pirot

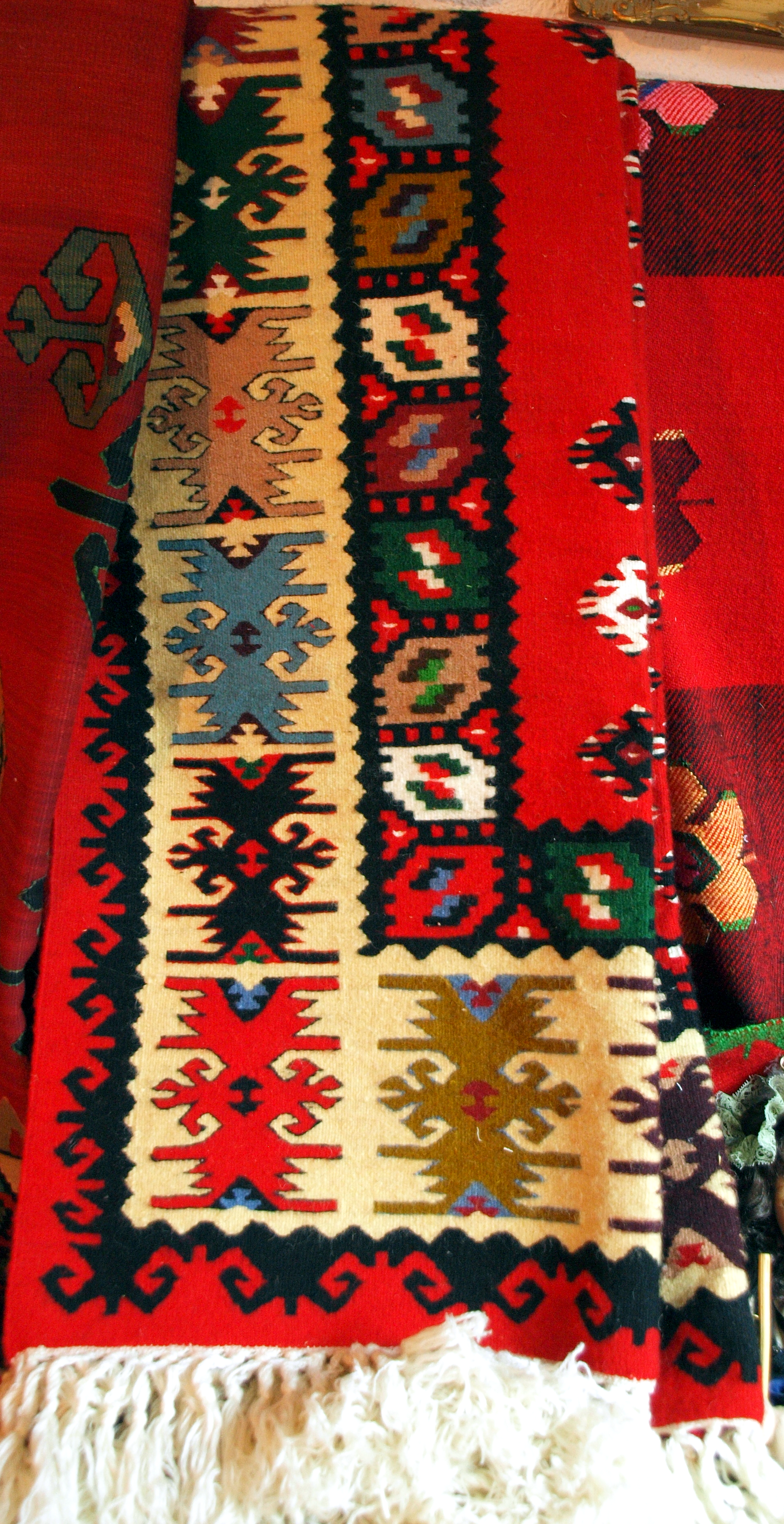
Klim de Pirot, l'ornement Rašićeva ploča

Les Kilims de Pirot (en serbe : Pirotski ćilim) sont une manufacture à Pirot en Serbie. Le kilim de Pirot est souvent considéré comme l'un des symboles nationaux de la Serbie et, dans le même temps, comme un élément important du patrimoine folklorique bulgare, car Pirot était historiquement peuplé de Bulgares. Si Pirot est le centre historique de la production de ce style de tapis, le tapis de Pirot s'inscrit dans une histoire plus large de la fabrication de tapis dans les Balkans, les tapis de style Pirot étant traditionnellement présents dans toute la région, de l'actuelle Bosnie à la Turquie.
La fabrication de kilims Pirot est le savoir-faire qui consiste à fabriquer des tapis sur un métier à tisser vertical. Ce savoir-faire est utilisé pour la production de kilims en laine, décorés de divers ornements géométriques, végétaux et figuratifs. La tapisserie authentique d'aujourd'hui s'est développée sous l'influence du tissage de kilims orientaux et bulgares,,. La fabrication de tapis à Pirot est inscrite sur la liste du patrimoine culturel immatériel de la Serbie. Avec les tapis de Chiprovtsi, les kilims de Pirot sont considérés comme faisant partie d'un centre régional de tissage de tapis originaire de cette région montagneuse de l'est de la Serbie et de l'ouest de la Bulgarie.

## Galerie

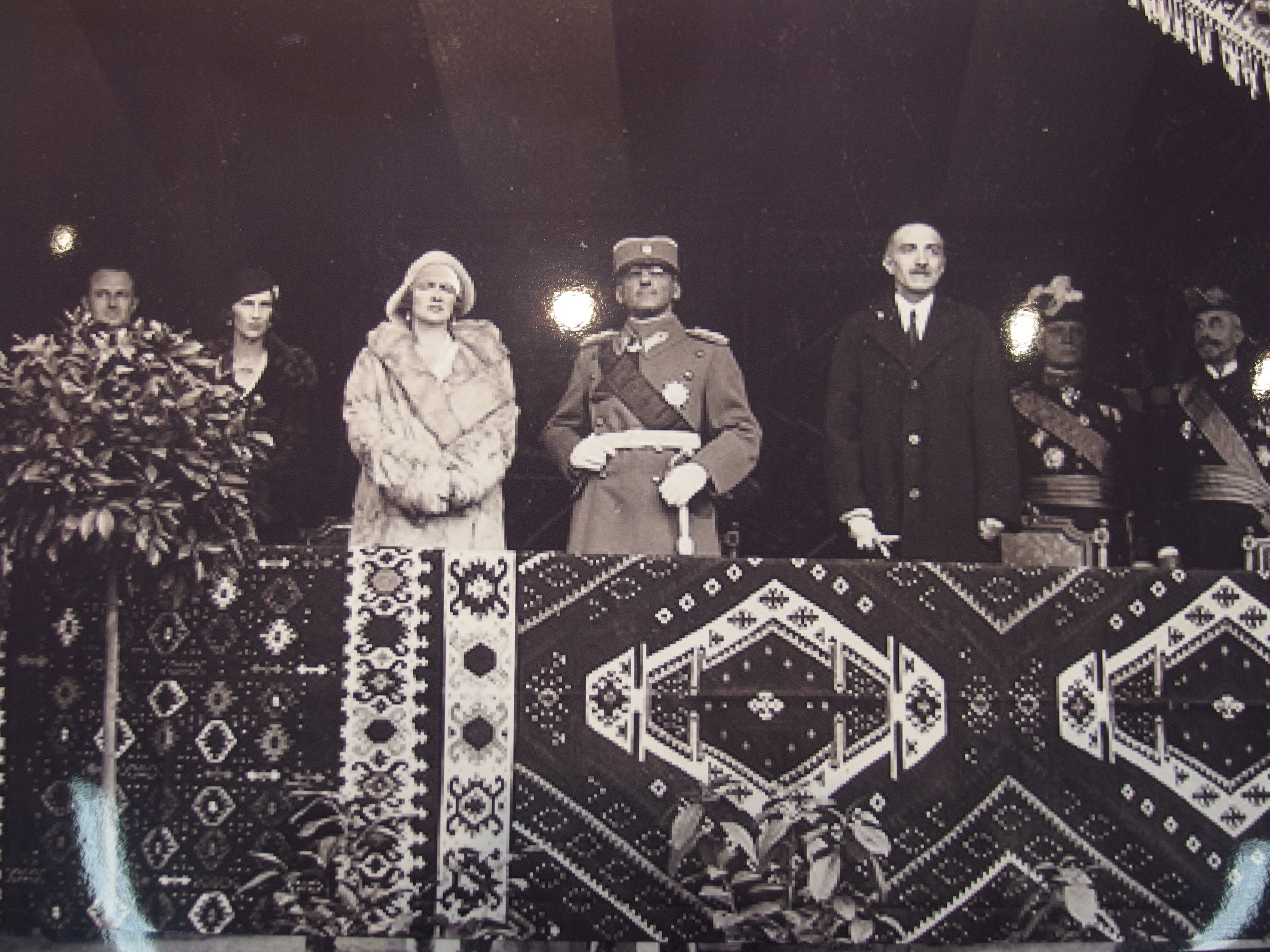
La fête de l'inauguration du monument Merci a la France en 1929. Le kilims (Bombe u pregradama and Rašičeva šara) dans le balcon de la loge royale en Belgrade.
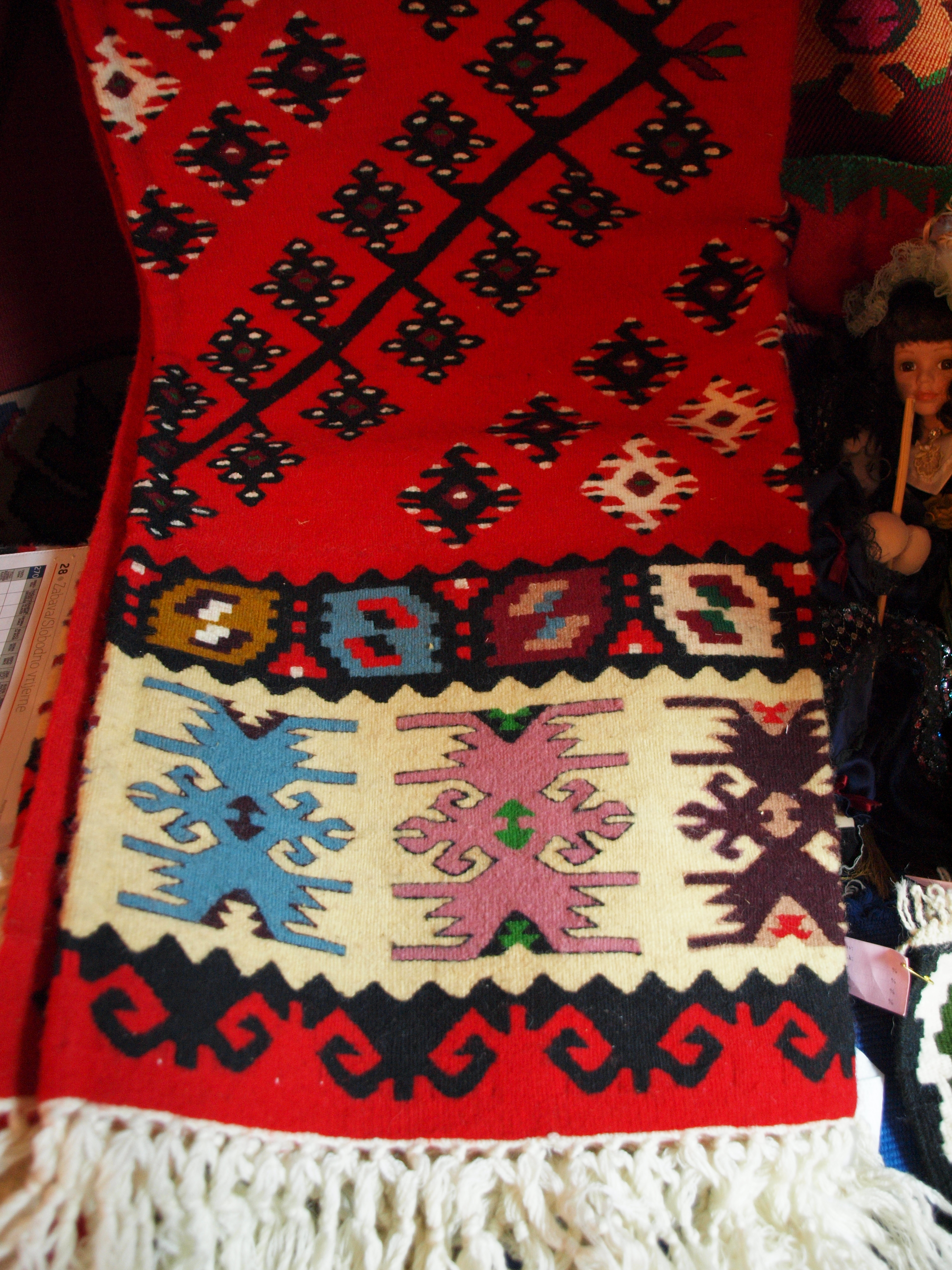
Kilim de Pirot de type Venci
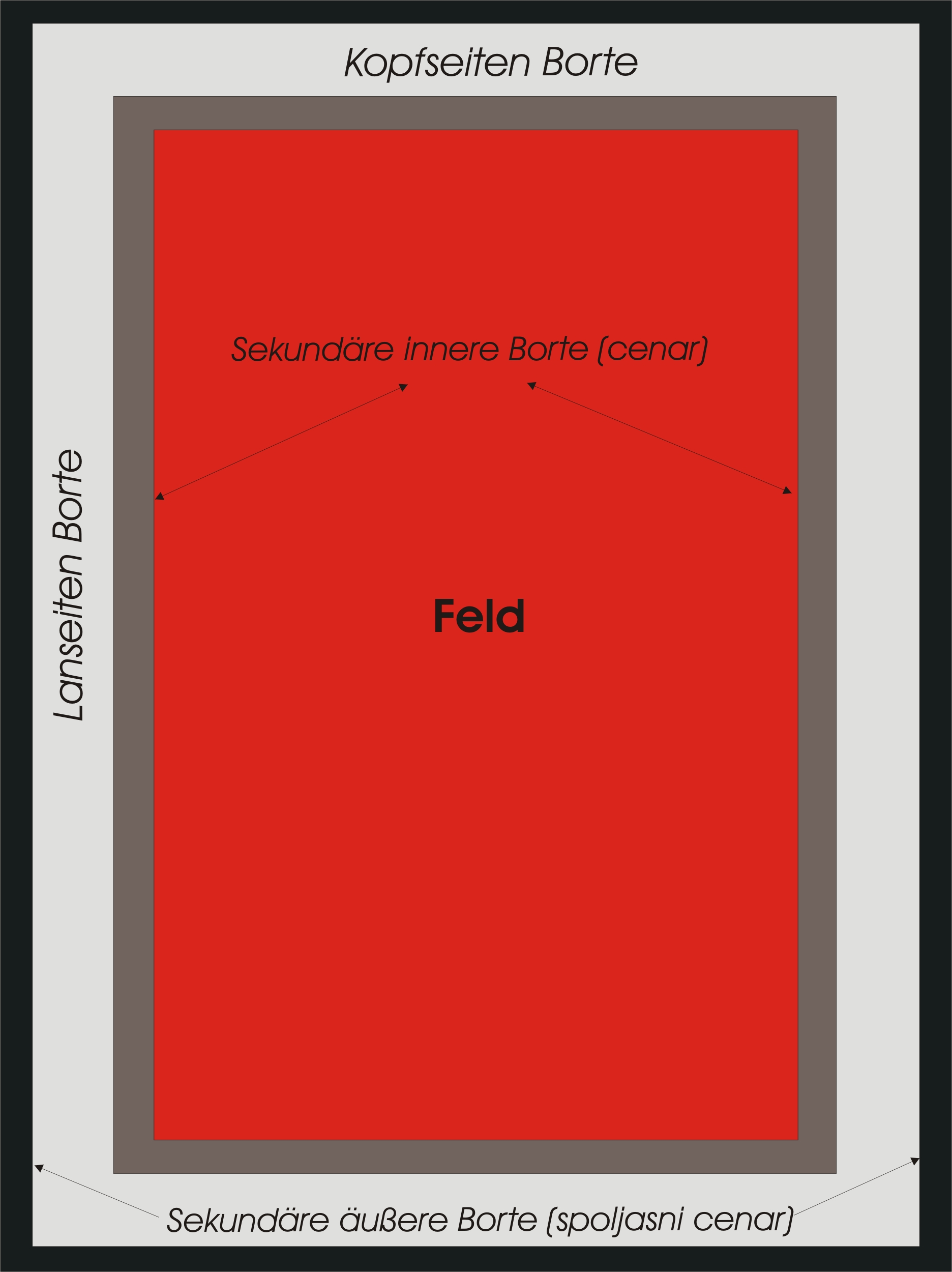
Le kilim
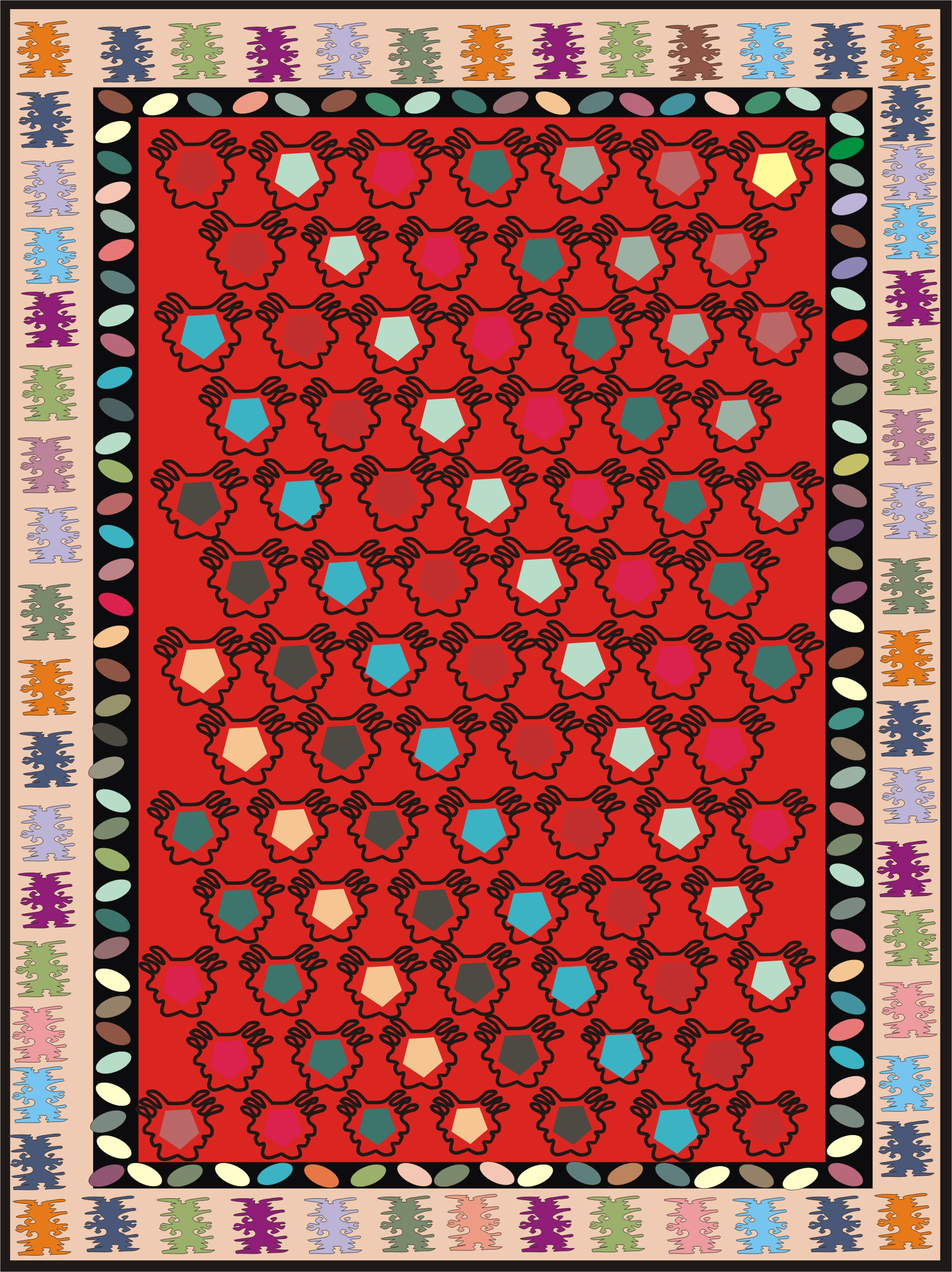
Le type de Razbacani đulovi
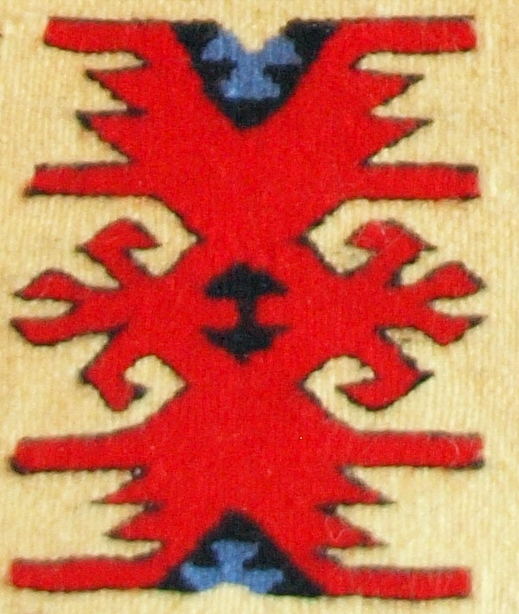
L'ornament Rašićeva ploča
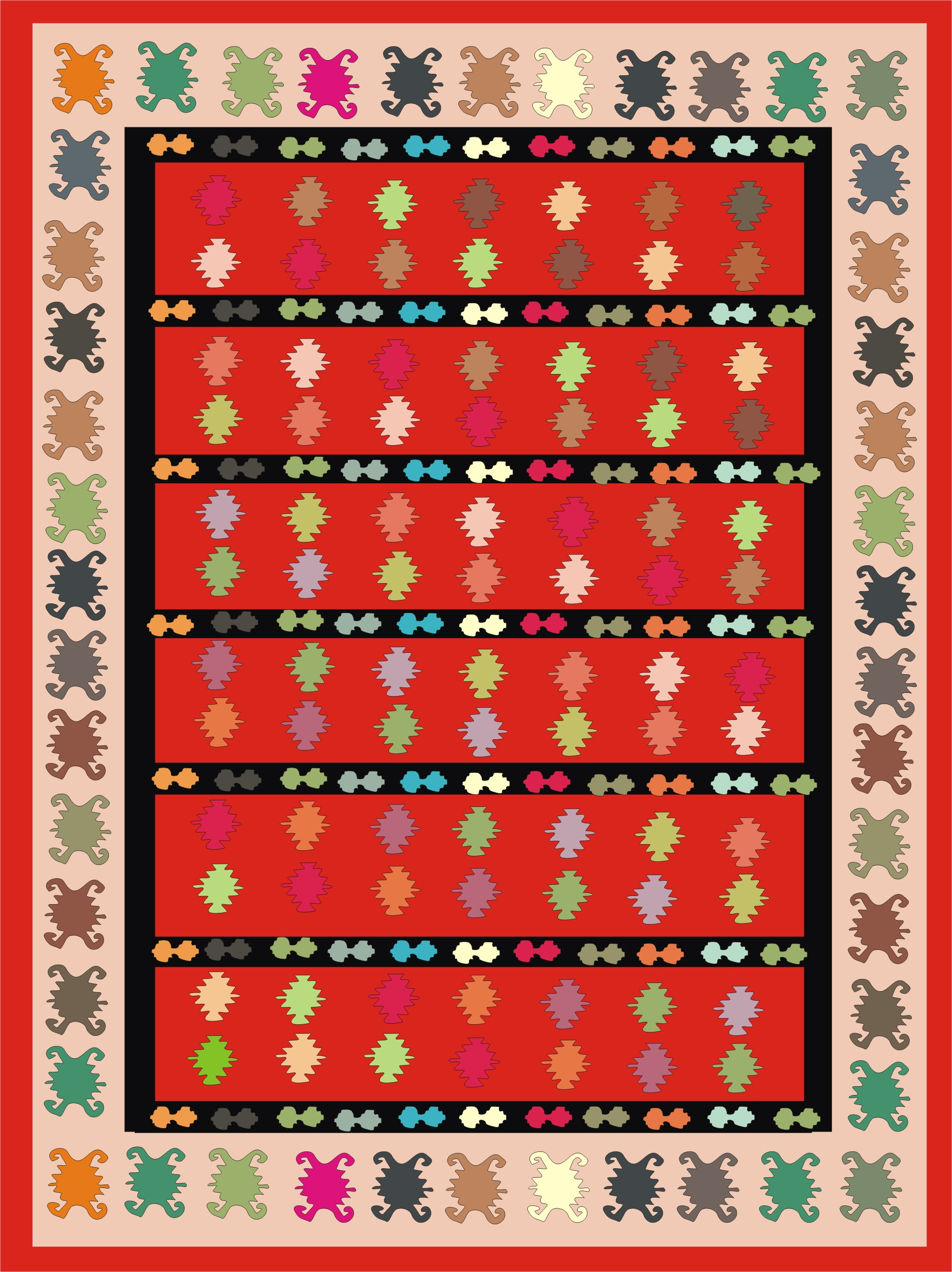
Le type de Bombe u pregradama